# 11827 Wasyuzan
11827 Wasyuzan este un asteroid din centura principală de asteroizi.

## Descriere
11827 Wasyuzan este un asteroid din centura principală de asteroizi. A fost descoperit pe 14 noiembrie 1982 la Kiso de Hiroki Kosai și Kiichiro Hurukawa. Asteroidul prezintă o orbită caracterizată de o semiaxă mare de 2,28 ua, o excentricitate de 0,15 și o înclinație de 3,2° în raport cu ecliptica.